# Otto zu Stolberg-Wernigerode (Historiker)
Otto Graf zu Stolberg-Wernigerode (* 31. März 1893 auf Schloss Wernigerode; † 5. August 1984 in Hamburg) war ein deutscher Historiker und Hochschullehrer. Er war der Enkel des Politikers Otto Fürst zu Stolberg-Wernigerode.

## Leben

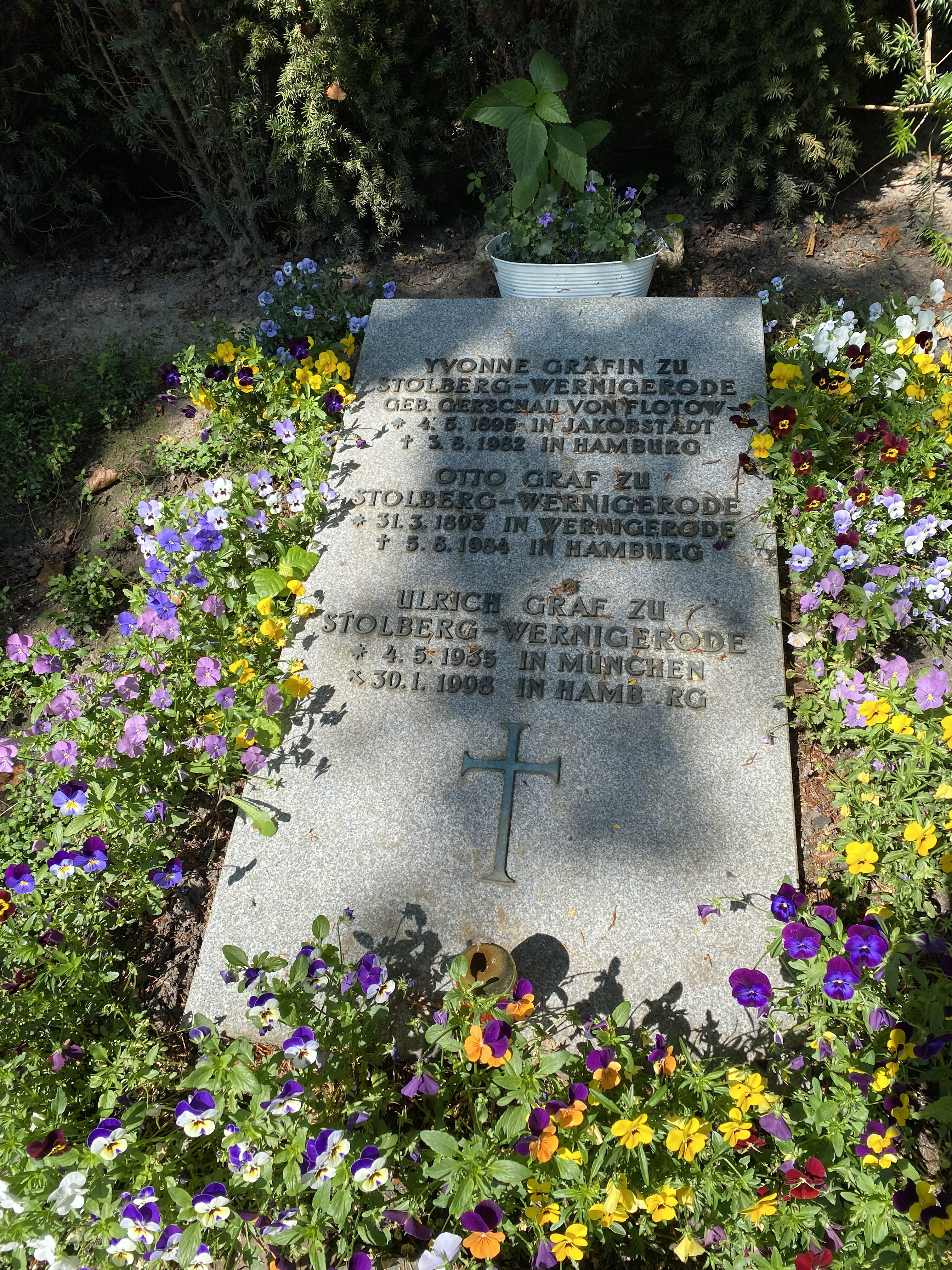
Grabstätte auf dem Nienstedtener Friedhof

Otto war das neunte Kind des Grafen Constantin zu Stolberg-Wernigerode (1843–1905) und dessen zweiter Ehefrau Elisabeth zu Stolberg-Wernigerode (1866–1928). Am 19. April 1932 heiratete er in Berlin Yvonne Baronesse Gerschau von Flotow (1895–1982) und lebte zu dieser Zeit in Rostock. Nach 1945 zog er mit seiner Frau nach Bayern. Er hatte zwei Söhne, die beide ebenfalls bereits verstorbenen sind, Dr. rer. nat. Ulrich Graf zu Stolberg-Wernigerode, Patentanwalt in Hamburg, und Dr. phil. Hans-Peter Stolberg (Adelstitel abgelegt), Gymnasiallehrer i. R. 
Stolberg-Wernigerode war von 1919 bis 1923 Mitglied der Deutschnationalen Volkspartei (DNVP). 1932 heiratete er Yvonne Gerschau von Flotow, Tochter eines kais. russ. Hofmarschalls, aus der Beziehung ist Sohn Philipp. 1933 bis 1938 war er in der SA und trat nach der ersten Lockerung der Mitgliedersperre 1937 der NSDAP bei.
Stolberg-Wernigerode schloss sein Geschichtsstudium 1921 mit der Promotion ab und habilitierte sich 1931 an der Ludwig-Maximilians-Universität München. 1935/36 wurde er außerordentlicher und 1942 zum ordentlichen Professor für mittlere und neuere Geschichte an der Universität Rostock berufen; 1945 wurde er dort entlassen. Nach dem Zweiten Weltkrieg lehrte er an der Universität München und betreute die Neue Deutsche Biographie.
Stolberg-Wernigerode wurde auf dem Nienstedtener Friedhof beigesetzt.

## Ehrungen
- 1965: Großes Verdienstkreuz der Bundesrepublik Deutschland

## Werke
- Deutschland und die Vereinigten Staaten von Amerika im Zeitalter Bismarcks. De Gruyter, Berlin [u. a.] 1933.
- Robert Heinrich Graf von der Goltz. Botschafter in Paris 1863–1869. Stalling, Oldenburg i. O. [u. a.] 1941 (Deutsche Geschichtsquellen des 19. Jahrhunderts, 34).
- Geschichte der Vereinigten Staaten von Amerika. De Gruyter, Berlin 1956.
- Allgemeine Deutsche Biographie und Neue Deutsche Biographie. In: Die Historische Kommission bei der Bayerischen Akademie der Wissenschaften 1858–1958. Göttingen 1958, S. 192–202.
- Die unentschiedene Generation. Deutschlands konservative Führungsschichten am Vorabend des Ersten Weltkrieges. Oldenbourg, München [u. a.] 1968.